# Leon Williams (basket-ball, 1986)
Pour les articles homonymes, voir Leon Williams (homonymie) et Williams.
Ne doit pas être confondu avec Leon Williams (basket-ball, 1991).
Leon Williams, né le 24 juillet 1986, à Baltimore, dans le Maryland, est un joueur américano-bélizien de basket-ball. Il évolue au poste de pivot.

## Palmarès
- First-team All-MAC Mid-American Conference 2009